# Oscar Hertwig
Oscar Hertwig, né le 21 avril 1849 à Friedberg et mort le 25 octobre 1922 à Berlin, est un embryologiste allemand.

## Biographie
Il étudie la médecine avec Ernst Haeckel et Karl Gegenbaur.
En 1876, il publie un article montrant que la fécondation est l'union du noyau d'un gamète mâle avec un gamète femelle. Il avait alors travaillé sur l'oursin.
Il travailla également sur les malformations des embryons de vertébrés.
Son frère, Richard Hertwig, est lui aussi zoologiste et universitaire.
Sa fille Paula Hertwig (1889-1983) est une zoologiste, généticienne et femme politique.